# Luxemburgo (Bélgica)
Luxemburgo (em francês: Luxembourg, em neerlandês Luxemburg) é uma província da Bélgica, localizada na região de Valônia. Sua capital é a cidade de Arlon.

## Municípios
A província está dividida em cinco distritos administrativos ou arrondissements (em neerlandês arrondissementen) num total de 44 municipalidades.
| Distrito de Arlon:                                 | Distrito de Bastogne:                                                                           | Distrito de Marche-en-Famenne:                                                                                  | Distrito de Neufchâteau: | Distrito de Virton:                                                                                              |
| - Arlon - Attert - Aubange - Martelange - Messancy | - Bastogne - Bertogne - Fauvillers - Gouvy - Houffalize - Sainte-Ode - Vaux-sur-Sûre - Vielsalm | - Durbuy - Erezée - Hotton - La Roche-en-Ardenne - Manhay - Marche-en-Famenne - Nassogne - Rendeux - Tenneville | - Bertrix - Bouillon - Daverdisse - Herbeumont - Léglise - Libin - Libramont-Chevigny - Neufchâteau - Paliseul - Saint-Hubert - Tellin - Wellin | - Chiny - Étalle - Florenville - Habay - Meix-devant-Virton - Musson - Rouvroy - Saint-Léger - Tintigny - Virton |